# Air Kiribati

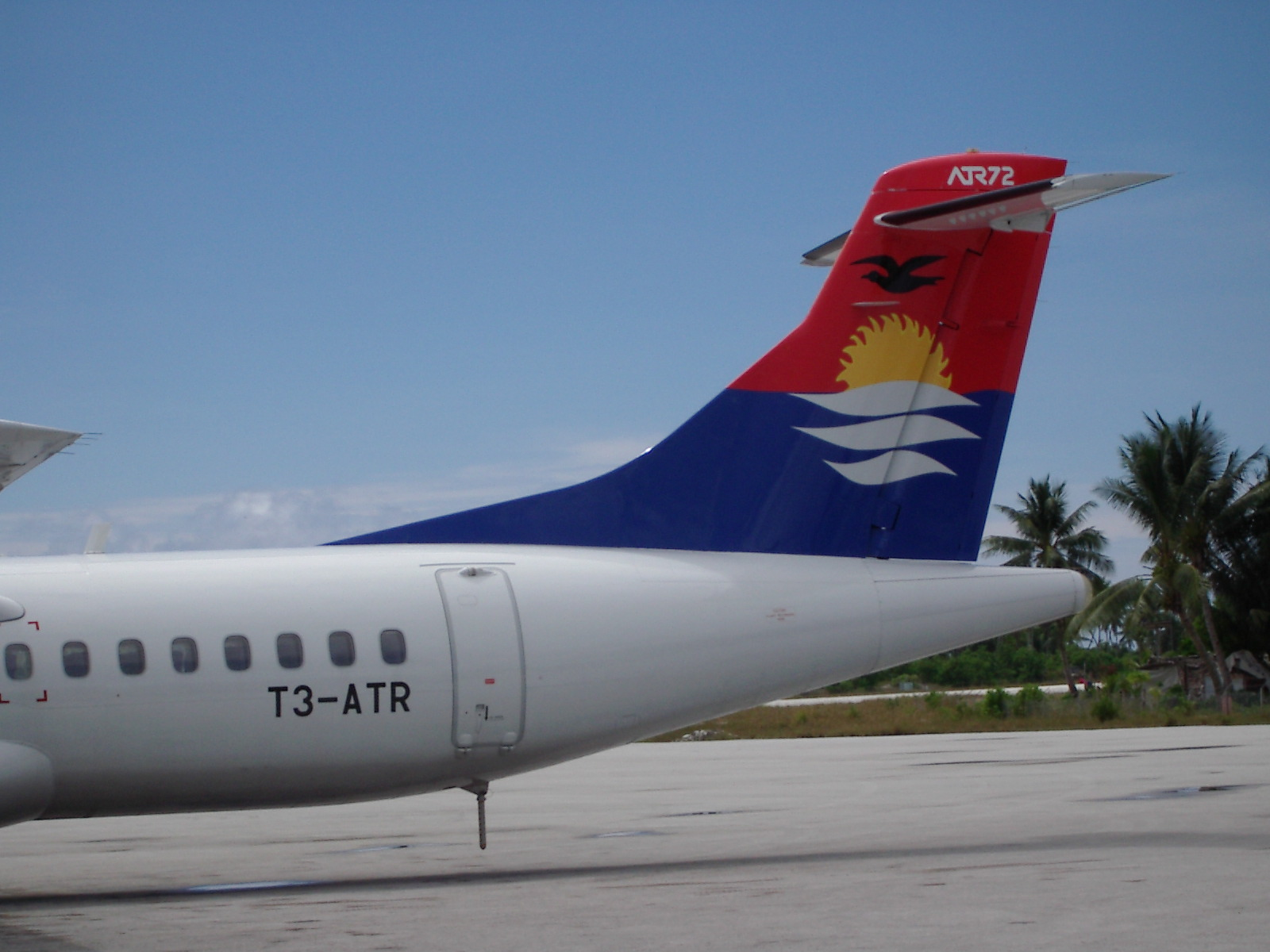
Хвіст літака авіакомпанії «Ейр Кірибаті»

Ейр Кірибаті (англ. Air Kiribati) (раніше — Ейр Тунгару, англ. Air Tungaru) — єдина національна авіакомпанія тихоокеанської держави Кірибаті, заснована 1 квітня 1995 року після закриття компанії «Ейр Тунгару» (заснована 31 жовтня 1977 року). Перебуває у власності держави.
Авіакомпанія «Ейр Кірибаті» c 2003 року здійснює тільки внутрішні перельоти на всі острови архіпелагу Гілберта, крім острова Банаба і островів архіпелагу Лайн і Фенікс. Крім того, компанія здійснює чартерні рейси, медичну евакуацію, пошукові та рятувальні роботи.
Основний офіс розташований в Бонрікі; діють також офіси в Байрікі і Бетіо.
Протягом року у флоті авіакомпанії був французький літак ATR 72-500, проте через високу вартість оренди він був знятий з рейсів.
| CASA C-212  | 1 |
| Harbin Y-12 | 1 |
| ATR-72-500  | 1 |